# Marta Roca (violinista)
Marta Roca (Madrid, España) es una violinista, concertino y compositora española que abarca diferentes disciplinas musicales sean de origen clásico o popular. Ha ofrecido conciertos con orquestas sinfónicas en Europa, en EE. UU. y América Central y del Sur.

## Biografía
Marta Roca, comenzó sus estudios musicales en Madrid (España) a los 5 años. La formación musical la recibe de maestros como, A. Brussilovsky, J. Gilman, Z. Bron, M.Fucks, S. Fatkouline, M.de Macedo, Cuarteto Enesco, E. Arizcuren, A. Frantseva, entre otros, en la Escuela Superior Música Reina Sofía,  y posteriormente de Jan. M Sloman en Meadows School of Arts, EE. UU. (Dallas) donde obtiene el “Artist Diploma in Violín”. El título Superior de Violín lo obtiene en el Real Conservatorio Superior de Músicade Madrid.
Ha ganado becas de instituciones como Meadows Awards, Ministerio de Cultura de España, Fundación Albéniz, AIE, concursos de violín y música de cámara.  
En el año 2004  trasladó su residencia a Buenos Aires, donde es miembro estable de la Camerata Bariloche y de  la Orquesta Hypnofony,  realizando numerosas giras por Argentina, Brasil, Chile, México, EE. UU. y España.
La actitud de Marta Roca es la de una mujer comprometida y sensible a las necesidades sociales, lo que la ha llevado a colaborar en proyectos solidarios con Fundaciones: como Música para El Alma, Música en Vena o Allegrarte, en estos proyectos se trata de aunar músicos, música y pacientes hospitalarios o personas en situación de vulnerabilidad, aportando los valores de la música como herramienta sanadora.

## Trayectoria
Marta Roca ha ofrecido conciertos en condición de solista, en orquesta y cámara, tanto en Europa como en EE. UU. y América Central y del Sur. 
Colabora con la Orquesta Sinfónica Nacional, Orquesta Filarmónica de Buenos Aires, Orquesta Estable del Teatro Colón, Orquesta de Cámara de la Plata, Ciclo de Música Contemporánea del T. San Martín, CETC, entre otros
Es una violinista que ha participado como concertino en orquestas como la Orquesta de Bahía Blanca, entre otras.
Marta Roca participa en proyectos de música clásica y popular. Ha ofrecido recitales de violín y piano junto a Federico Wiman, en Argentina, Madrid y Barcelona. 
Con frecuencia es invitada a participar en trabajos musicales como por ejemplo, la compañía Unión Tanguera (2010 a  2015) como violinista de la obra Nuit Blanche, con la que realizó varias giras por Francia, Italia y Austria.
Ha sido invitada por el compositor suizo Simon Ho y la mezzosoprano Susanna Moncayo, para el estreno mundial de la versión de Stabat Mater de Simon Ho, obra que rinde homenaje a todas las madres.
La presencia de Marta Roca ha sido solicitada para participar en festivales como, el Festival de Música Siete Lagos (Bariloche), Ciclo de Música Contemporánea del T. San Martín, Usina del Arte, etc
Ha participado en bandas sonoras de películas argentinas y co-producciones españolas como Animal o El Potro, Infancia Clandestina, Gilda, Perón y Eva, Un novio para mi mujer, Próximos Pasados, Haciendo Patria, Silencios.
Ha realizado acompañamiento como violinistas de artista, así  2011 realizó una colaboración como violinista solista en la gira por América de Joan Manuel Serrat.  
El abanico abanico musical de Marta Roca abarca la composición y se ha estrenado alguna de ellas.
Marta Roca dedica parte de su tiempo a la enseñanza del violín y, también, participa en jurados propios de su materia musical, el violín, como en  “Hubbard Solo & Chamber Music Competition”, Junior Division en Texas.

### Solista
Como solista interpreta los conciertos de Beethoven, Mendelsshon, Bruch, entre otros, con diferentes orquestas sinfónicas como,  la Orquesta Sinfónica de Entre Ríos, Orquesta Sinfónica Teatro del Conocimiento de Posadas, Orquesta Sinfónica Bahía Blanca, Camerata Bariloche, Orquesta de Cámara del Congreso, Orquesta de la UCA, Orquesta Andrés Segovia, Orquesta de la RTVE.
Realiza conciertos en Europa y América y colaboraciones con la Orquesta Sinfónica RTVE, Real Philarmonia de Galicia, Orquesta de Cámara España, etc 

### Cuartetos, Tríos y Dúos
Ha formado parte de:  
Cuarteto Lupanar, Cuarteto de Cuerdas del Plata (junto al violinista Fernando Hasaj), 
De los Trío Arizcuren, Ensamble Nox (música del siglo XX), y 
de los  Dúo de Violines Roca-Rubino, Dúo con piano Roca-Wiman, Dúo Roca-Greco.
Los repertorios pueden ser de música clásica o de música popular. En estos últimos pueden interpretar un diálogo entre la música latinoamericana y géneros musicales de la península ibérica.

### Compositora
Como compositora estrenó en 2017 en las ciudades de Madrid y en 2018 en Buenos Aires su obra Palabras Cuerdas, pieza para violín y actor dirigida por Gonzalo Córdova, junto al actor Julián Calviño.
La obra Palabras Cuerdas, fue elegida como uno de los 8 proyectos en la modalidad Working Progress, dentro del Festival Internacional de Teatro de Buenos Aires 2019.

## Docencia
Su dedicación a la enseñanza del violín comenzó en Estados Unidos como profesora de Dallas Music School. 
Imparte sus enseñanzas de violín, en los niveles iniciales, medios y avanzados. 
Imparte clases a niños desde los 5 años,  con un método para aprender a tocar y leer música con el violín desde el primer momento, asesorada por la violinista rusa Sasha Adkins.  
En el 2008, estuvo invitada como docente a impartir una masterclass de preparación orquestal, a la sección de cuerda de la Orquesta Académica del Teatro Colón de Buenos Aires.
En 2012 y 2013, participó como profesora de violín en el Festival de Música Siete Lagos, en Bariloche 
En 2017 realizó el Seminario para Violinistas, Un camino interpretativo: El violín y la Conciencia Corporal estableciendo una conexión entre el movimiento corporal y interpretación del violín.
Ha sido y es maestra de jóvenes violinistas, como de la argentina Lucía Herrera

## Discografía
Participa en grabaciones de CDs como violín solista, cuarteto y orquesta, 
- Nostalgia, Concerto per Archi y Piazzolla Collection.

- La creation du monde de Daríus Milhaud con el Meadows Wind Ensemble
- Quadrivium para Tres Stradivarius de Xavier Montsalvatge con el Trío de cuerda Arizcuren
- Cuarteto para el Fin de los Tiempos de Oliver Messiaen con el Ensamble Nox
- Quatrain II de T.Takemitsu con el Ensamble Nox
- Nuit Blanche con Lupanar
- De aquí, De allá, con el bajista Santiago Greco, basado en ritmos populares de tradición latinoamericana.
- Tango in de Mittagsglut  (Leonardo Ferreyra)
- Insomnios con Decarissimo